# Українська Національна Рада в Петрограді
Українська Національна Рада в Петрограді
— постала 1. 4. 1917 у складі представників петроградського ТУП, укр. соц.-демократів, Укр. Рев. Комітету, укр. фракцій Ради Роб. і Солдатських Депутатів, укр. студентства, укр. робітників, товариства «Громада» й ін. Гол. Виконавчого Комітету Ради обрано О. Лотоцького (від травня — П. Стебницький), заступником М. Керченського, секретарем П. Стебницького; чл.: М. Славінський, Г. Голоскевич, П. Зайцев, Ф. Слюсаренко. У.Н.Р. встановила зв'язок з Укр. Центр. Радою і 3. 4.1917 вислала делегацію до гол. Тимчасового Уряду кн. Г. Львова, яка передала меморіал з домаганням нац. прав для України й окупованих рос. армією Галичини та Буковини. У.Н.Р. організувала зустріч з митр. А. Шептицьким, який повернувся з заслання; допомагала делегатам Укр. Центр. Ради в Петрограді у їх зв'язках з Тимчасовим Урядом. Зі зміцненням становища Укр. Центр. Ради в Києві та з переїздом у травні більшими чл. У.Н.Р. з Петрограду до Києва функції останньої звузилися, а після 2 Універсалу їх перебрав комісар України при Тимчасовому Уряді — П. Стебницький.